# Жоан Кларе
Жоан Кларе (фр. Johan Clarey) — французький гірськолижник, олімпійський медаліст, що спеціалізується в швидкісних дисциплінах, призер чемпіонату світу.
Срібну медаль чемпіонату світу Кларе здобув на чемпіонаті 2019 року в супергіганті. 

## Результати чемпіонатів світу
| Рік  | Вік | Слалом                      | Гігантський слалом          | Супергігант                 | Швидкісний спуск            | Комбінація                  |
| ---- | --- | --------------------------- | --------------------------- | --------------------------- | --------------------------- | --------------------------- |
| 2011 | 30  | —                           | —                           | —                           | 8                           | —                           |
| 2013 | 32  | не брав участі через травму | не брав участі через травму | не брав участі через травму | не брав участі через травму | не брав участі через травму |
| 2015 | 34  | —                           | —                           | 30                          | 16                          | —                           |
| 2017 | 36  | —                           | —                           | —                           | DNF                         | —                           |
| 2019 | 38  | —                           | —                           | 2                           | 17                          | —                           |
| 2021 | 40  | —                           | —                           | DNF                         | 16                          | —                           |

## Результати Олімпійських ігор
| Рік  | Вік | Слалом | Гігантський слалом | Супергігант | Швидкісний спуск | Комбінація |
| ---- | --- | ------ | ------------------ | ----------- | ---------------- | ---------- |
| 2010 | 29  | —      | —                  |             | 27               | DNF1       |
| 2014 | 33  | —      | —                  | 19          | DNF              | —          |
| 2018 | 37  | —      | —                  | —           | 18               | —          |
| 2022 | 41  | —      | —                  | —           | 2                | —          |